# Alfred Dove
Alfred Wilhelm Dove (* 4. April 1844 in Berlin; † 19. Januar 1916 in Freiburg im Breisgau) war ein deutscher Historiker und Publizist.

## Leben
Alfred Dove war ein Sohn des Physikers Heinrich Wilhelm Dove; sein Bruder war der Kirchenrechtler Richard Wilhelm Dove. Nach dem Besuch des Joachimsthalschen Gymnasiums begann er 1861 das Studium der Medizin- und Naturwissenschaften an der Universität Heidelberg. Im folgenden Jahr wechselte er an die Universität Berlin und begann, Geschichte zu studieren. Nachdem er 1866 promoviert wurde, war er Lehrer an einem Berliner Gymnasium. 1870 ging er nach Leipzig und wurde Redakteur der Zeitschrift Die Grenzboten, später arbeitete er auch für Im neuen Reich. In Leipzig erfolgte 1873 seine Habilitation.
Im folgenden Jahr erhielt Dove eine außerordentliche Professur für Geschichte an der Universität Breslau, im Jahr 1879 wurde er zum ordentlichen Professor befördert. 1884 wechselte er an die Universität Bonn. Redakteur der Allgemeinen Zeitung wurde er 1891. In die Bayerische Akademie der Wissenschaften nahm man ihn drei Jahre später auf. 1897 folgte Dove einem Ruf an die Universität Freiburg im Breisgau, wo er bis 1905 lehrte. Von 1901 bis 1906 und von 1907 bis 1912 war er Vorsitzender der Badischen Historischen Kommission. Seit 1909 war er außerordentliches Mitglied der Heidelberger Akademie der Wissenschaften.
Dove war seit 1872 verheiratet, die Ehe blieb kinderlos.
In einem Beitrag unter dem Titel Ein Neujahrswort an den Herausgeber der Wochenschrift „Im neuen Reich“, der am 17. Januar 1873 im Musikalischen Wochenblatt abgedruckt wurde, wandte sich Friedrich Nietzsche an Alfred Dove und erwähnt dabei auch Paul Lindau, den Arzt Theodor Puschmann und den Physiker Karl Friedrich Zöllner.

## Werke (Auswahl)
- Die Doppelchronik von Reggio und die Quellen Salimbene’s. Hirzel, Leipzig 1873 (Scan in der Google-Buchsuche).
- Die Forsters und die Humboldts. Zwei Paar bunter Lebensläufe zur allgemeinen deutschen Biographie beigetragen. Duncker & Humblot, Leipzig 1881 (Scan in der Google-Buchsuche).
- Das Zeitalter Friedrichs des Großen und Josephs II. (= Deutsche Geschichte. Band 6). Perthes, Gotha 1883 (Scan in der Google-Buchsuche).
- Der Wiedereintritt des nationalen Prinzips in die Weltgeschichte. Akademische Festrede zur Stiftungsfeier und Preisvertheilung an der Universität Bonn; gehalten am 3. August 1890. Bonn 1890 (Scan in der Google-Buchsuche).
- Caracosa. Historischer Roman aus dem XIII. Jahrhundert. 2 Bände. Cotta, Stuttgart 1894.
- Ausgewählte Schriftchen vornehmlich historischen Inhalts. Duncker & Humblot, Leipzig 1898 (Scan – Internet Archive).
- Großherzog Friedrich von Baden als Landesherr und deutscher Fürst. Winter, Heidelberg 1902.
- Dove, Heinrich Wilhelm. In: Allgemeine Deutsche Biographie (ADB). Band 48, Duncker & Humblot, Leipzig 1904, S. 51–69.
- Studien zur Vorgeschichte des deutschen Volksnamens (= Sitzungsberichte der Heidelberger Akademie der Wissenschaften. Philosophisch-historische Klasse. [Band 7]. Jg. 1916, 8. Abhandlung). Winter, Heidelberg 1916 (eingeschränkte Vorschau in der Google-Buchsuche).